# Sándor Ferenczi
Sándor Ferenczi (7. července 1873 Miskolc, Rakousko-Uhersko – 22. května 1933 Budapešť, Maďarsko), původním jménem Sándor Fränkel, byl maďarský psychoanalytik židovského původu, jeden z prvních žáků Sigmunda Freuda.

## Život
Narodil se jako Sándor Fränkel židovským rodičům v rakousko-uherském Miškovci. Jeho rodiče byli polští Židé Baruch Fränkel a Rosa Eibenschütz, kteří si později příjmení pomaďarštili na Ferenczi.

## Učení
Ferenczi v rámci psychoanalýzy usiloval především o rozšíření jejích možností léčby směrem k těžším psychopatologiím (psychóza), které Freud považoval za psychoanalyticky neléčitelné. Vytvořil některé ze základních konceptů psychoanalýzy – například pojem introjekce pochází od něj.[zdroj⁠?!] Ve dvacátých letech se však Ferenczi začal Freudovi vzdalovat. Jednak byl blízkým spolupracovníkem Otto Ranka, s jehož exkomunikací z psychoanalytického okruhu se smiřoval těžce, a pak se s Freudem neshodl v otázce sexuálně zneužívaných pacientů. Ferenczi považoval tvrzení svých pacientů o tom, že byly sexuálně zneužíváni v dětství, za pravdivé. Freud fakt sexuálních zneužití dětí nezpochybňoval, ale považoval Ferencziho důraz v této otázce za útok na svou teorii neurózy, neboť její základní kámen Freud položil tehdy, když pochopil, že vyprávění o zneužití (zejména u hysterek) je povětšinou neurotickou fantazií, a že neurotik se vyznačuje tím, že fantazie má na něj stejný účinek jako realita. Freud považoval Ferencziho názory za pokus renovovat jeho původní, předpsychoanalytickou teorii traumatu. Ferenczi přišel i s novinkami v oblasti techniky analýzy – domníval se, že psychoanalytik by měl být v léčbě mnohem aktivnější a empatický. Ferenczi ovlivnil řadu pofreudovských směrů v psychoanalýze, zejména interpersonální psychoanalýzu.